# Glyphomitrium crispifolium
Glyphomitrium crispifolium là một loài rêu trong họ Ptychomitriaceae. Loài này được Nog. mô tả khoa học đầu tiên năm 1968.